# Abrigo Rancho de Valdechuelo
El abrigo del Rancho Valdechuelo o cueva del Rancho Valdechuelo es un abrigo con representaciones rupestres localizado en el término municipal de Jimena de la Frontera, provincia de Cádiz (España). Pertenece al conjunto de yacimientos rupestres denominado Arte sureño, muy relacionado con el arte rupestre del arco mediterráneo de la península ibérica. 
Esta cueva fue descubierta por el arqueólogo francés Henri Breuil y publicada por primera vez en 1929 en su obra Rock paintings of Southern Andalusia. A Description of a neolithic and copper age Art Group. Según su descripción se encuentra situada en la Loma del Salado y cerca del Rancho Valdechuelo aunque el investigador Uwe Topper en su visita a las cuevas de la región de 1975 no pudo encontrarla apuntando a un error en la descripción de su localización en el libro de Breuil.
Según Breuil en esta cueva de pequeño tamaño aparecían varios grupos de puntos de color rojo y tres soliformes realizados con pigmentos de una gradación que iba del rojo intenso al amarillo. Situaba estos signos en la Edad del Bronce.